# Женская Лига чемпионов ЕКВ 2007/2008
8-й розыгрыш женской Лиги чемпионов ЕКВ (48-й с учётом Кубка европейских чемпионов) проходил с 27 ноября 2007 по 6 апреля 2008 года с участием 20 клубных команд из 12 стран-членов Европейской конфедерации волейбола. Финальный этап был проведён в городе Мурсия (Испания). Победителем турнира во 2-й раз в своей истории стала итальянская команда «Колусси-Сирио» (Перуджа).

## Система квалификации
Места в Лиге чемпионов 2007/2008 были распределены по рейтингу ЕКВ на 2007 год, учитывающему результаты выступлений клубных команд стран-членов ЕКВ в еврокубках на протяжении трёх сезонов (2003/2004—2005/2006). Согласно ему трёх участников получили возможность заявить Италия и Турция, по два — Россия, Франция, Испания, и Польша, по одному — Хорватия, Нидерланды, Азербайджан, Сербия, Австрия и Швейцария.

## Команды-участницы
| Страна      | Команда                                 |                                    |
| ----------- | --------------------------------------- | ---------------------------------- |
| Италия      | «Колусси-Сирио» (Перуджа)               | Чемпион Италии 2007                |
| Италия      | «Вини Монтескьяво» (Ези)                | 2-й призёр чемпионата Италии 2007  |
| Италия      | «Асистел Воллей» (Новара)               | 3-й призёр чемпионата Италии 2007  |
| Турция      | «Эджзаджибаши» (Стамбул)                | Чемпион Турции 2007                |
| Турция      | «Фенербахче» (Стамбул)                  | 2-й призёр чемпионата Турции 2007  |
| Турция      | «Тюрк Телеком» (Анкара)                 | По итогам чемпионата Турции 2007   |
| Россия      | «Динамо» (Москва)                       | Чемпион России 2007                |
| Россия      | «Заречье-Одинцово» (Московская область) | Обладатель Кубка России 2006       |
| Франция     | «Расинг Клуб де Канн» (Канны)           | Чемпион Франции 2007               |
| Франция     | АСПТТ «Мюлуз» (Мюлуз)                   | 2-й призёр чемпионата Франции 2007 |
| Испания     | «Групо-2002» (Мурсия)                   | Чемпион Испании 2007               |
| Испания     | «Тенерифе Маричаль» (Ла-Лагуна)         | 2-й призёр чемпионата Испании 2007 |
| Польша      | «Виняры» (Калиш)                        | Чемпион Польши 2007                |
| Польша      | «Фармутил» (Пила)                       | 2-й призёр чемпионата Польши 2007  |
| Хорватия    | «Риека»                                 | Чемпион Хорватии 2007              |
| Нидерланды  | ДЕЛА «Мартинус» (Амстелвен)             | Чемпион Нидерландов 2007           |
| Азербайджан | «Азеррейл» (Баку)                       | Сильнейшая команда Азербайджана    |
| Сербия      | «Поштар-064» (Белград)                  | Чемпион Сербии 2007                |
| Австрия     | СВС «Пост» (Швехат)                     | Чемпион Австрии 2007               |
| Швейцария   | «Волеро» (Цюрих)                        | Чемпион Швейцарии 2007             |

## Система проведения розыгрыша
Соревнования состоят из предварительного этапа, двух раундов плей-офф и финального этапа. На предварительном этапе 20 команд-участниц разбиты на 5 групп. В группах команды играют с разъездами в два круга. В плей-офф выходят по две лучшие команды из групп и три команды, имеющие лучшие показатели среди занявших в группах третьи места. Из числа команд, вышедших в плей-офф, выбирается хозяин финального этапа и допускается непосредственно в финальный раунд розыгрыша.
12 команд-участниц 1/8 финала плей-офф делятся на пары и проводят между собой по два матча с разъездами. Победителем пары выходит команда, одержавшая две победы. В случае равенства побед победителем пары становится команда, имеющая лучшее соотношение партий по итогам двух встреч. Если же и этот показатель является равным у обоих соперников, то назначается дополнительный сет (до 15 набранных очков), победивший в котором выходит в 1/4 плей-офф.
6 команд-участниц четвертьфинала по такой же системе определяют трёх участников финального этапа, где к ним присоединяется команда-хозяин финала.
Финальный этап проводится в формате «финала четырёх» — полуфинал и два финала (за 3-е и 1-е места).

## Предварительный этап

### Группа А
| М | Команда                     | 1       | 2       | 3       | 4       | И | В | П | С/П  | О  |
| - | --------------------------- | ------- | ------- | ------- | ------- | - | - | - | ---- | -- |
| 1 | «Вини Монтескьяво» Ези      |         | 3:1 0:3 | 3:1     | 3:0     | 6 | 5 | 1 | 15:7 | 11 |
| 2 | «Фармутил» Пила             | 1:3 3:0 |         | 3:2 0:3 | 3:1 3:0 | 6 | 4 | 2 | 13:9 | 10 |
| 3 | «Расинг Клуб де Канн» Канны | 1:3     | 2:3 3:0 |         | 3:0     | 6 | 3 | 3 | 14:9 | 9  |
| 4 | «Риека» .                   | 0:3     | 1:3 0:3 | 0:3     |         | 6 | 0 | 6 | 1:18 | 6  |

27.11: Расинг Клуб де Канн — Риека 3:0 (25:20, 25:16, 25:19).
29.11: Фармутил — Вини Монтескьяво 1:3 (29:27, 22:25, 13:25, 18:25).
5.12: Риека — Фармутил 1:3 (20:25, 15:25, 28:26, 20:25).
5.12: Вини Мнтескьяво — Расинг Клуб де Канн 3:1 (25:20, 25:22, 22:25, 20:25, 17:15).
12.12: Вини Монтескьяво — Риека 3:0 (25:18, 25:19, 25:12).
13.12: Фармутил — Расинг Клуб де Канн 3:2 (25:23, 22:25, 26:24, 17:25, 15:13).
18.12: Расинг Клуб де Канн — Фармутил 3:0 (25:13, 25:18, 25:16).
19.12: Риека — Вини Монтескьяво 0:3 (22:25, 22:25, 24:26).
23.01: Фармутил — Риека 3:0 (25:19, 25:14, 25:18).
24.01: Расинг Клуб де Канн — Вини Монтескьяво 1:3 (25:23, 19:25, 23:25, 21:25).
29.01: Риека — Расинг Клуб де Канн 0:3 (22:25, 13:25, 14:25).
29.01: Вини Монтескьяво — Фармутил 0:3 (18:25, 22:25, 22:25).

### Группа В
| М | Команда                               | 1       | 2       | 3       | 4       | И | В | П | С/П   | О  |
| - | ------------------------------------- | ------- | ------- | ------- | ------- | - | - | - | ----- | -- |
| 1 | «Заречье-Одинцово» Московская область |         | 3:2 3:0 | 3:0 3:2 | 3:0 3:1 | 6 | 6 | 0 | 18:5  | 12 |
| 2 | «Виняры» Калиш                        | 2:3 0:3 |         | 3:0 3:2 | 3:2 3:1 | 6 | 4 | 2 | 14:11 | 10 |
| 3 | «Фенербахче» Стамбул                  | 0:3 2:3 | 0:3 2:3 |         | 2:3 3:0 | 6 | 1 | 5 | 9:15  | 8  |
| 4 | «Азеррейл» Баку                       | 0:3 1:3 | 2:3 1:3 | 3:2 0:3 |         | 6 | 1 | 5 | 7:17  | 6  |

28.11: Заречье-Одинцово — Азеррейл 3:0 (25:5, 25:18, 25:8).
28.11: Фенербахче — Виняры 0:3 (19:25, 21:25, 16:25).
4.12: Виняры — Заречье-Одинцово 2:3 (18:25, 18:25, 25:16, 25:22, 10:15).
4.12: Азеррейл — Фенербахче 3:2 (25:17, 31:29, 16:25, 21:25, 15:12).
11.12: Азеррейл — Виняры 2:3 (25:23, 20:25, 18:25, 25:19, 8:15).
12.12: Заречье-Одинцово — Фенербахче 3:0 (25:15, 25:23, 25:22).
18.12: Виняры — Азеррейл 3:1 (25:19, 25:27, 25:14, 25:15).
19.12: Фенербахче — Заречье-Одинцово 2:3 (15:25, 27:25, 19:25, 26:24, 6:15).
23.01: Фенербахче — Азеррейл 3:0 (25:19, 25:10, 25:19).
24.01: Заречье-Одинцово — Виняры 3:0 (25:20, 25:21, 25:23).
29.01: Виняры — Фенербахче 3:2 (26:24, 21:25, 15:25, 25:22, 16:14).
29.01: Азеррейл — Заречье-Одинцово 1:3 (25:22, 22:25, 15:25, 23:25).

### Группа С
| М | Команда                 | 1       | 2       | 3       | 4       | И | В | П | С/П  | О  |
| - | ----------------------- | ------- | ------- | ------- | ------- | - | - | - | ---- | -- |
| 1 | «Асистел Воллей» Новара |         | 3:1 1:3 | 3:0     | 3:0     | 6 | 5 | 1 | 16:4 | 11 |
| 2 | «Волеро» Цюрих          | 1:3 3:1 |         | 3:0     | 3:1 3:0 | 6 | 5 | 1 | 16:5 | 11 |
| 3 | «Тюрк Телеком» Анкара   | 0:3     | 0:3     |         | 3:1 3:0 | 6 | 2 | 4 | 6:13 | 8  |
| 4 | АСПТТ «Мюлуз» .         | 0:3     | 1:3 0:3 | 1:3 0:3 |         | 6 | 0 | 6 | 2:18 | 6  |

28.11: Волеро — АСПТТ Мюлуз 3:1 (25:18, 25:23, 22:25, 25:17).
28.11: Тюрк Телеком — Асистел Воллей 0:3 (23:25, 15:25, 17:25).
5.12: Асистел Воллей — Волеро 3:1 (27:25, 25:20, 27:29, 25:18).
5.12: АСПТТ Мюлуз — Тюрк Телеком 1:3 (15:25, 14:25, 25:17, 20:25).
12.12: Волеро — Тюрк Телеком 3:0 (25:18, 25:20, 25:21).
12.12: АСПТТ Мюлуз — Асистел Воллей 0:3 (24:26, 21:25, 17:25).
19.12: Асистел Воллей — АСПТТ Мюлуз 3:0 (25:15, 25:18, 25:16).
20.12: Тюрк Телеком — Волеро 0:3 (23:25, 21:25, 21:25).
23.01: Волеро — Асистел Воллей 3:1 (25:20, 25:18, 18:25, 25:23).
24.01: Тюрк Телеком — АСПТТ Мюлуз 3:0 (25:13, 25:14, 25:21).
29.01: Асистел Воллей — Тюрк Телеком 3:0 (31:29, 26:24, 25:21).
29.01: АСПТТ Мюлуз — Волеро 0:3 (27:29, 16:25, 20:25).

### Группа D
| М | Команда                 | 1       | 2       | 3       | 4   | И | В | П | С/П  | О  |
| - | ----------------------- | ------- | ------- | ------- | --- | - | - | - | ---- | -- |
| 1 | «Колусси-Сирио» Перуджа |         | 2:3 3:1 | 3:0 1:3 | 3:0 | 6 | 4 | 2 | 15:7 | 10 |
| 2 | «Групо-2002» Мурсия     | 3:2 1:3 |         | 2:3 3:0 | 3:0 | 6 | 4 | 2 | 15:8 | 10 |
| 3 | «Эджзаджибаши» Стамбул  | 0:3 3:1 | 3:2 0:3 |         | 3:0 | 6 | 4 | 2 | 12:9 | 10 |
| 4 | «Поштар-064» Белград    | 0:3     | 0:3     | 0:3     |     | 6 | 0 | 6 | 0:18 | 6  |

28.11: Колусси-Сирио — Эджзаджибаши 3:0 (25:11, 25:21, 27:25).
29.11: Групо-2002 — Поштар-064 3:0 (25:21, 25:21, 25:12).
5.12: Поштар-064 — Колусси-Сирио 0:3 (17:25, 17:25, 20:25).
5.12: Эджзаджибаши — Групо-2002 3:2 (22:25, 25:19, 25:20, 24:26, 15:8).
12.12: Колусси-Сирио — Групо-2002 2:3 (18:25, 20:25, 27:25, 25:20, 16:18).
12.12: Эджзаджибаши — Поштар-064 3:0 (25:18, 25:17, 25:9).
18.12: Поштар-064 — Эджзаджибаши 0:3 (19:25, 9:25, 11:25).
20.12: Групо-2002 — Колусси-Сирио 1:3 (20:25, 25:23, 22:25, 19:25).
23.01: Колусси-Сирио — Поштар-064 3:0 (25:19, 25:19, 25:11).
24.01: Групо-2002 — Эджзаджибаши 3:0 (25:19, 25:16, 25:23).
29.01: Поштар-064 — Групо-2002 0:3 (17:25, 20:25, 16:25).
29.01: Эджзаджибаши — Колусси-Сирио 3:1 (20:25, 25:20, 25:20, 25:20).

### Группа Е
| М | Команда                       | 1       | 2       | 3       | 4   | И | В | П | С/П   | О  |
| - | ----------------------------- | ------- | ------- | ------- | --- | - | - | - | ----- | -- |
| 1 | ДЕЛА «Мартинус» Амстелвен     |         | 3:2 2:3 | 3:0     | 3:0 | 6 | 5 | 1 | 17:5  | 11 |
| 2 | «Динамо» Москва               | 2:3 3:2 |         | 1:3 3:1 | 3:0 | 6 | 4 | 2 | 15:9  | 10 |
| 3 | «Тенерифе Маричаль» Ла-Лагуна | 0:3     | 3:1 1:3 |         | 3:0 | 6 | 3 | 3 | 10:10 | 9  |
| 4 | СВС «Пост» Швехат             | 0:3     | 0:3     | 0:3     |     | 6 | 0 | 6 | 0:18  | 6  |

27.11: ДЕЛА Мартинус — Динамо 3:2 (25:10, 22:25, 25:18, 26:28, 15:13).
28.11: СВС Пост — Тенерифе Маричаль 0:3 (19:25, 23:25, 23:25).
5.12: Динамо — СВС Пост 3:0 (30:28, 25:23, 25:15).
5.12: Тенерифе Маричаль — ДЕЛА Мартинус 0:3 (18:25, 21:25, 22:25).
12.12: СВС Пост — ДЕЛА Мартинус 0:3 (23:25, 22:25, 14:25).
12.12: Тенерифе Маричаль — Динамо 3:1 (19:25, 25:19, 25:23, 25:17).
20.12: Динамо — Тенерифе Маричаль 3:1 (17:25, 25:20, 25:18, 25:15).
20.12: ДЕЛА Мартинус — СВС Пост 3:0 (25:15, 25:13, 25:14).
23.01: СВС Пост — Динамо 0:3 (24:26, 19:25, 19:25).
24.01: ДЕЛА Мартинус — Тенерифе Маричаль 3:0 (25:23, 25:20, 25:22).
29.01: Динамо — ДЕЛА Мартинус 3:2 (26:24, 22:25, 25:14, 23:25, 15:9).
29.01: Тенерифе Маричаль — СВС Пост 3:0 (25:8, 25:14, 25:14).

### Итоги
По итогам предварительного этапа в плей-офф вышли по две лучшие команды из групп. Хозяином финального этапа выбрана команда «Групо-2002» (Мурсия), получившая прямой допуск в финал четырёх. После этого определились ещё три команды — участницы плей-офф из числа занявших в группах третьи места. Ими стали «Эджзачибаши», «Расинг Клуб де Канн» и «Тенерифе Маричаль».

## Плей-офф

### 1/8 финала
12—21.02.2008
 «Динамо» (Москва) —  «Вини Монтескьяво» (Ези)
12 февраля. 1:3 (23:25, 18:25, 25:18, 20:25).
20 февраля. 1:3 (20:25, 18:25, 25:22, 27:29).
 «Асистел Воллей» (Новара) —  «Эджзаджибаши» (Стамбул)
12 февраля. 3:0 (33:31, 25:19, 25:21).
21 февраля. 1:3 (25:13, 17:25, 19:25, 21:25).
 «Колусси-Сирио» (Перуджа) —  «Тенерифе Маричаль» (Ла-Лагуна)
13 февраля. 3:0 (25:13, 25:23, 25:19).
20 февраля. 3:1 (28:26. 23:25, 25:18, 25:22).
 «Расинг Клуб де Канн» (Канны) —  «Волеро» (Цюрих)
14 февраля. 2:3 (25:19, 21:25, 22:25, 25:20, 13:15).
20 февраля. 0:3 (21:25, 20:25, 12:25).
 «Заречье-Одинцово» (Московская область) —  «Фармутил» (Пила)
14 февраля. 3:0 (25:16, 25:19, 25:22).
21 февраля. 3:1 (23:25, 25:15, 25:17, 31:29).
 «Виняры» (Калиш) —  ДЕЛА «Мартинус» (Амстелвен)
14 февраля. 3:2 (19:25, 24:26, 25:21, 25:18, 16:14).
21 февраля. 0:3 (28:30, 18:25, 17:25).

### Четвертьфинал
4—13.03.2008
 «Заречье-Одинцово» (Московская область) —  ДЕЛА «Мартинус» (Амстелвен)
4 марта. 3:1 (15:25, 25:19, 25:15, 25:15).
13 марта. 2:3 (23:25, 15:25, 25:20, 25:22, 10:15).
 «Колусси-Сирио» (Перуджа) —  «Вини Монтескьяво» (Ези)
5 марта. 3:0 (25:18, 30:28, 34:32).
12 марта. 2:3 (21:25, 25:15, 23:25, 25:17, 6:15).
 «Асистел Воллей» (Новара) —  «Волеро» (Цюрих)
5 марта. 3:0 (25:23, 25:23, 25:21).
12 марта. 2:3 (25:23, 25:21, 20:25, 20:25, 11:15).

## Финальный этап
5—6 апреля 2008.  Мурсия.
Участники:
 «Групо-2002» (Мурсия) 

 «Колусси-Сирио» (Перуджа)

 «Асистел Воллей» (Новара)

 «Заречье-Одинцово» (Московская область)

### Полуфинал
5 апреля
 «Заречье-Одинцово» —  «Групо-2002»
3:1 (25:15, 19:25, 25:22, 25:23)
 «Колусси-Сирио»  —  «Асистел Воллей»
3:2 (25:22, 20:25, 25:17, 23:25, 15:12)

### Матч за 3-е место
6 апреля
 «Асистел Воллей» —  «Групо-2002»
3:2 (29:27, 22:25, 25:27, 27:25, 15:11)

### Финал
| 6 апреля 2008 | \| «Колусси-Сирио» (Перуджа) \| 3:1 cev.eu \| «Заречье-Одинцово» (Московская область) \| \| Антонелла Дель Коре (8) Лючия Крисанти (4) Мирка Франсия (17) Ханка Пахале (11) Симона Джоли (21) Нели Нешич (1) Кьяра Арканджели (либеро) \| Голы \| Ирина Жукова (3) Любовь Соколова (14) Жанна Проничева (12) Ольга Фатеева (2) Наталья Сафронова (4) Юлия Меркулова (13) Светлана Крючкова (либеро) Татьяна Горшкова (4) Татьяна Кошелева (7) \| | Мурсия «Palasio de Deportes» Зрителей: 1200 |
| Счёт по партиям — 25:15, 25:21, 18:25, 25:14. Время матча — 1 час 23 минуты. Судьи: Зорица Белич, Филипп Вереке.                           | | |
| «Колусси-Сирио» (Перуджа) | 3:1 cev.eu | «Заречье-Одинцово» (Московская область) |
| Антонелла Дель Коре (8) Лючия Крисанти (4) Мирка Франсия (17) Ханка Пахале (11) Симона Джоли (21) Нели Нешич (1) Кьяра Арканджели (либеро) | Голы | Ирина Жукова (3) Любовь Соколова (14) Жанна Проничева (12) Ольга Фатеева (2) Наталья Сафронова (4) Юлия Меркулова (13) Светлана Крючкова (либеро) Татьяна Горшкова (4) Татьяна Кошелева (7) |

### Итоги

#### Положение команд
| «Колусси-Сирио» (Перуджа)               |
| «Заречье-Одинцово» (Московская область) |
| «Асистел Воллей» (Новара)               |
| 4. «Групо-2002» (Мурсия)                |

#### Призёры
«Колусси-Сирио» (Перуджа): Ханка Пахале, Ана Грбац, Лючия Крисанти, Нели Нешич, Джулия Декорди, Кьяра Арканджели, Беатриче Сакко, Мария Павлович, Мирка Франсия Васконселос, Антонелла Дель Коре, Татьяна Артёменко, Симона Джоли. Главный тренер — Эмануэле Сбано.
  «Заречье-Одинцово» (Московская область): Татьяна Горшкова, Жанна Проничева, Светлана Крючкова, Любовь Соколова, Наталья Сафронова, Юлия Меркулова, Ольга Фатеева, Анна Матиенко, Валерия Пушненкова, Елена Лисовская, Татьяна Кошелева, Ирина Жукова. Главный тренер — Вадим Панков.
  «Асистел Воллей» (Новара): Сара Андзанелло, Катажина Сковроньская, Кристина Барчеллини, Линдси Берг, Паола Паджи, Валеска дос Сантос Менезис (Валескинья), Огонна Ннамани, Паола Кардулло, Саня Попович, Марта Бекис, Наташа Осмокрович, Анна Ваня Мелло. Главный тренер — Деян Брджович.

#### Индивидуальные призы
MVP: Симона Джоли («Колусси-Сирио»)
Лучшая нападающая: Мирка Франсия («Колусси-Сирио»)
Лучшая блокирующая: Мариса Фернандес («Групо-2002»)
Лучшая на подаче: Жанна Проничева («Заречье-Одинцово»)
Лучшая на приёме: Наташа Осмокрович («Асистел»)
Лучшая связующая: Элия Рожерио ди Соуза (Фофан) («Групо-2002»)
Лучшая либеро: Паола Кардулло («Асистел»)
Самая результативная: Катажина Сковроньская («Асистел Воллей»)